# Radulf de Turingia
Radulf (d. după 642) a fost duce de Thuringia (dux Thoringiae) de la 632 sau 633 până la moarte.
Potrivit cronicii lui Fredegarius, Radulf era fiul unui anume Chamar, aristocrat franc, care a obținut puterea în timpul regelui Dagobert I din dinastia merovingiană. Acesta din urmă l-a numit pe Radulf ca dux în fostul regat al Thuringiei, care fusese cucerit de către franci din 531.
Instalarea lui Radulf s-a făcut cu intenția de a se proteja granițele răsăritene ale statului franc împotriva amenințării venzilor de sub conducerea lui Samo, care îl înfrânsese pe regele franc în 631, în bătălia de la Wogastisburg și încheiase o alianță cu Dervan, principele triburilor sorabilor situate în regiunea de la est de râul Saale. Radulf a luptat cu succes împotriva slavilor, însă ulterior a refuzat încorporarea teritoriilor securizate în regatul franc de Austrasia. Pentru a-și menține independența, el s-a aliat cu Fara, unul dintre descendenții puternicei dinastii a Agilolfingilor din Bavaria, care stăpâneau asupra unor întinse terenuri de-a lungul râului Main.
În jurul anului 640, regele Sigebert al III-lea de Austrasia, alături de majordomii Adalgisel și Grimoald cel Bătrân, a pornit campania împotriva răsculaților, iar conducătorul familiei Agilolfingilor a căzut în luptă. Reușind să ajungă în Thuringia, ducele Radulf, închizându-se în fortăreața sa de pe râul Unstrut, a reușit să reziste. În 642, el s-a răsculat din nou împotriva lui Sigebert, a cărui armată a fost înfrântă, iar Radulf a dobândit titlul de rex al Thuringiei..
Radulf a fost succedat de către fiii săi, Theotbald și Heden I.